# Chapelle Saint-Maximin
La chapelle Saint-Maximin est une chapelle située sur la commune de Tarcenay-Foucherans dans le département du Doubs en Région Bourgogne-Franche-Comté.

## Historique[1]
Dès 292, il y aurait eu un pèlerinage en l'honneur de Saint-Maximin, protecteur du village. Une chapelle est consacrée à Saint Maximin de Trèves, par un évêque auxiliaire de Besançon en 1410.
L'église ayant jugé que les pèlerinages avaient perdu, au fil des siècles, leur vocation première, l'évêque de Besançon fait démolir la chapelle en 1777, après avoir transféré les reliques dans l’église paroissiale de Foucherans. Malgré cela les pèlerins continuent à venir sur les ruines.
Pendant la Révolution, le site de la chapelle devient un point de rassemblement des catholiques. Au XIXe siècle, le culte de Saint-Maximin est relancé : des notables locaux font reconstruire l'édifice de 1865 à 1867 suivant les plans de l'architecte Édouard Vieille. Le 29 mai 1866 se déroule le premier pèlerinage dans la chapelle reconstruite. Le chanoine Besson, futur évêque de Nîmes rappelle que « la critique a disputé à ces reliques leur caractère véritable ; elle a voulu transférer à un évêque de Trêves l’honneur, le nom et le culte d’un évêque de Besançon ; elle a appelé la force à son secours, elle a démoli cette église ». La chapelle est consacrée à Saint Maximin de Vesontio.
Avec l'aide d'une association, la municipalité de Foucherans procède à une réhabilitation en 1995.
La chapelle est recensée dans la base Mérimée à la suite du récolement de 1976.

## Situation géographique et environnement
Située sur la Via Francigena et le GR 595, la chapelle est bâtie à l'orée du bois Saint-Maximin, sur un petit promontoire en face du carrefour où se croisent les routes de Tarcenay, Trépot et Foucherans. 
A proximité, se trouvent :  
- Un chêne daté de 1730-1740, à l'arrière de la chapelle. Il a 30 m de hauteur et le diamètre de son tronc est de 1,65 m[6].

- La fontaine-lavoir Saint-Maximin restaurée en 2017 avec l'aide de la Fondation du patrimoine[7] ;
- Un dolmen appelé Pierre de Saint-Maximin[8];
- Un arborétum (40 espèces d'arbres), une fougeraie et des plantes rares de la flore forestière.

## Description
La chapelle, en forme de croix latine, est construite en moellons calcaire avec un toit recouvert de tuiles surmonté, en façade, d'un petit clocheton. L'intérieur est sobre avec des murs clairs portant les stations du Chemin de croix, et deux rangées de bancs en bois séparés par une allée centrale.

## Galerie

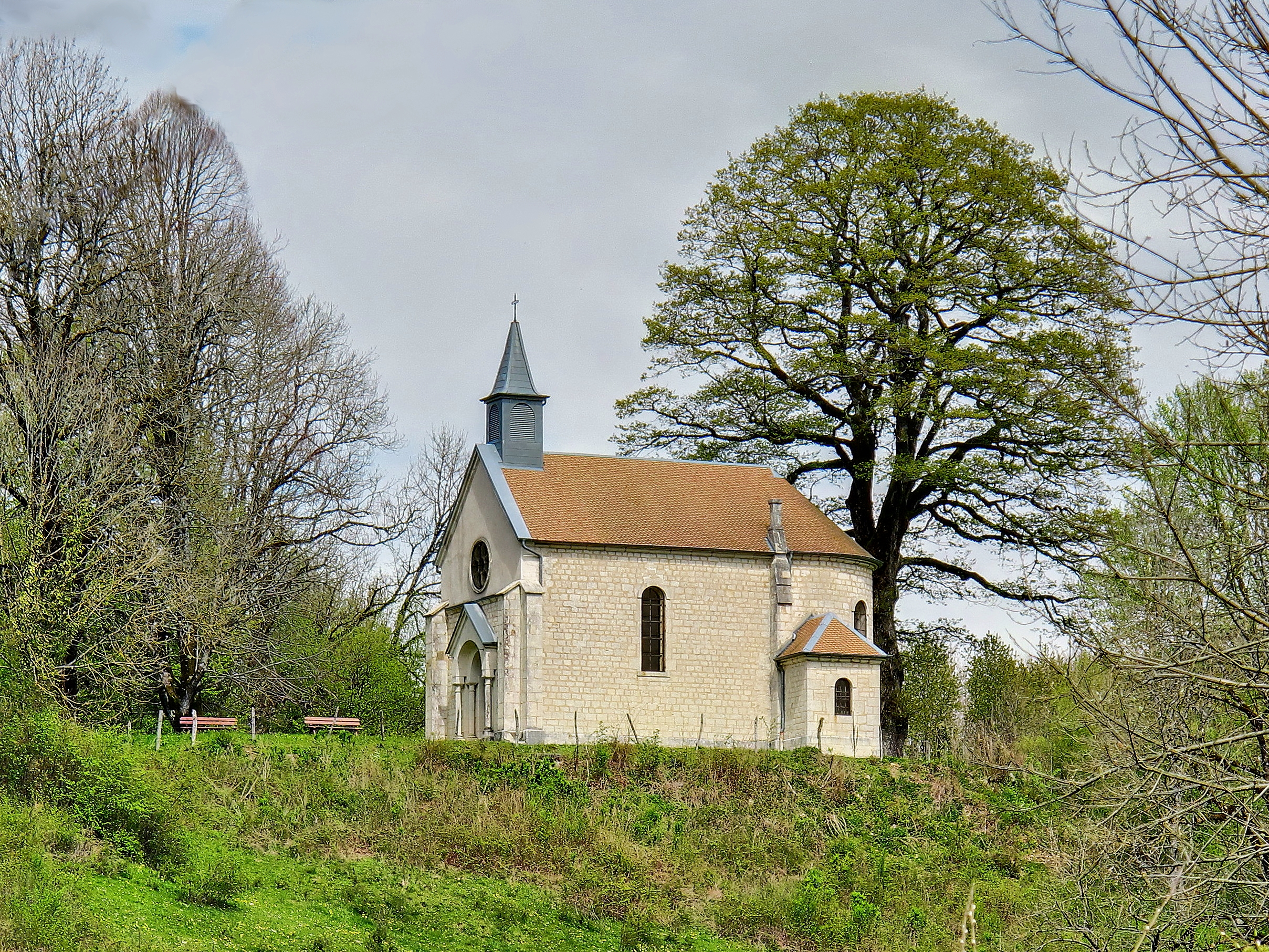
La chapelle vue depuis la route.
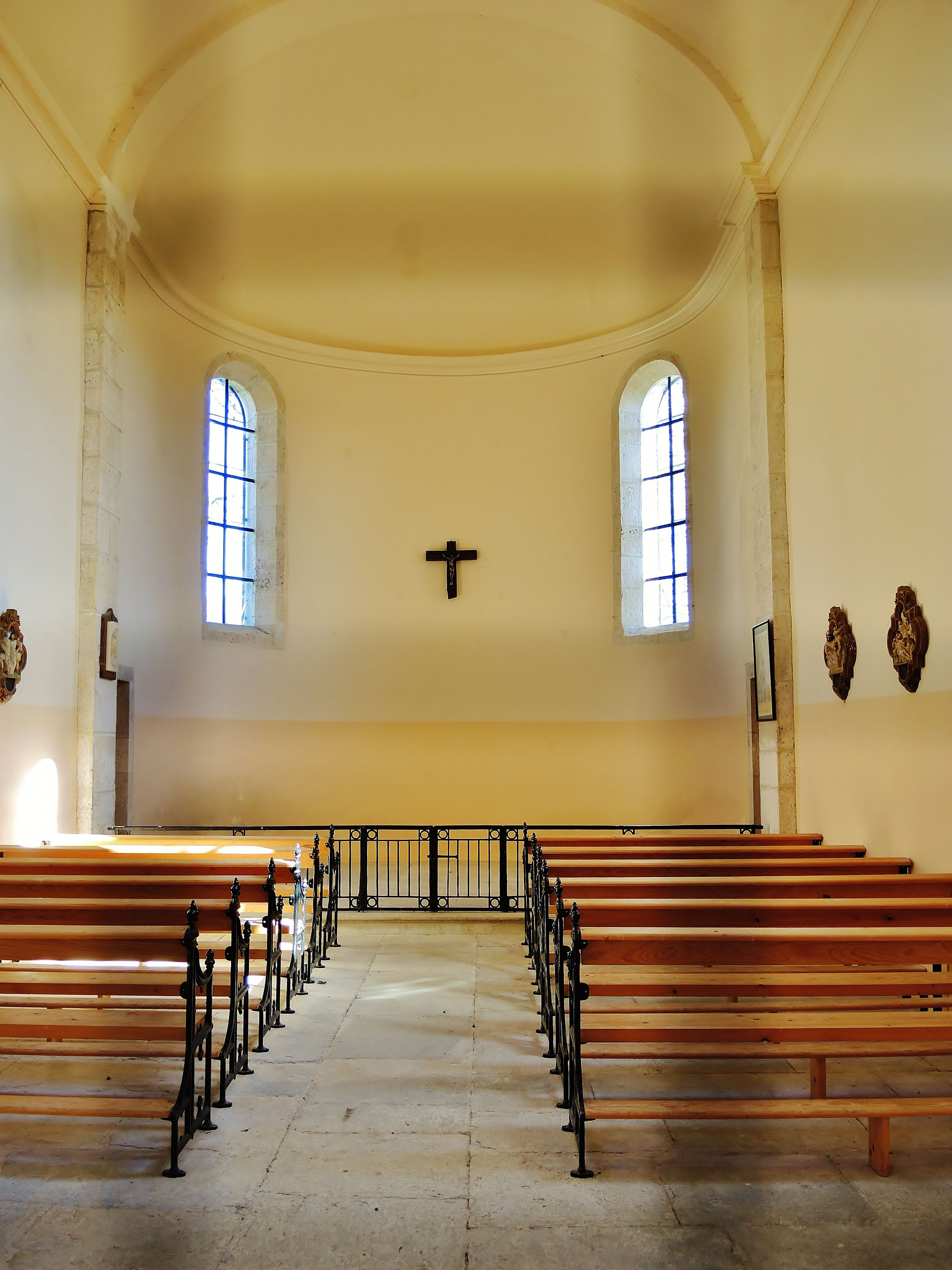
Intérieur de la chapelle.
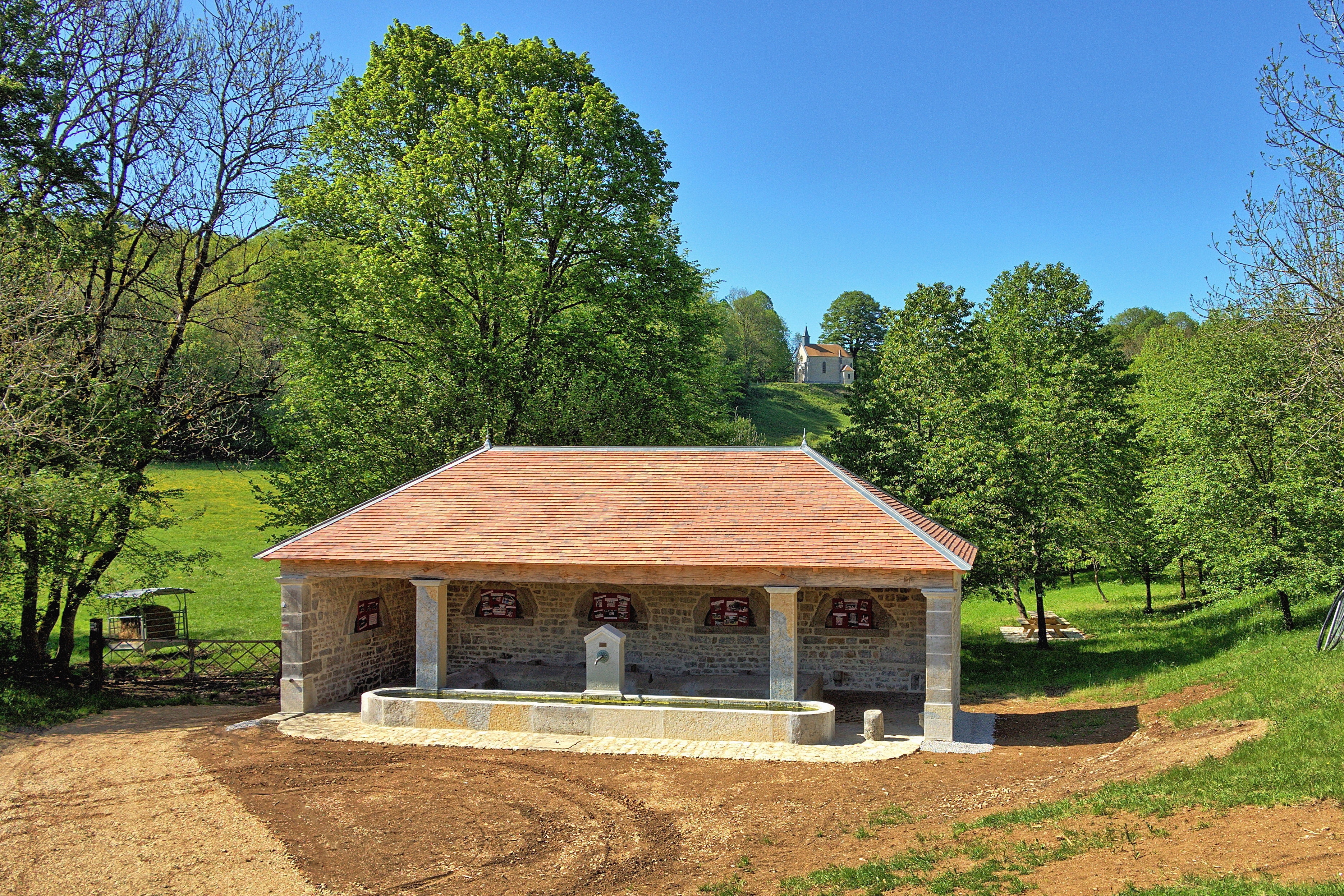
La fontaine et la chapelle Saint-Maximin.
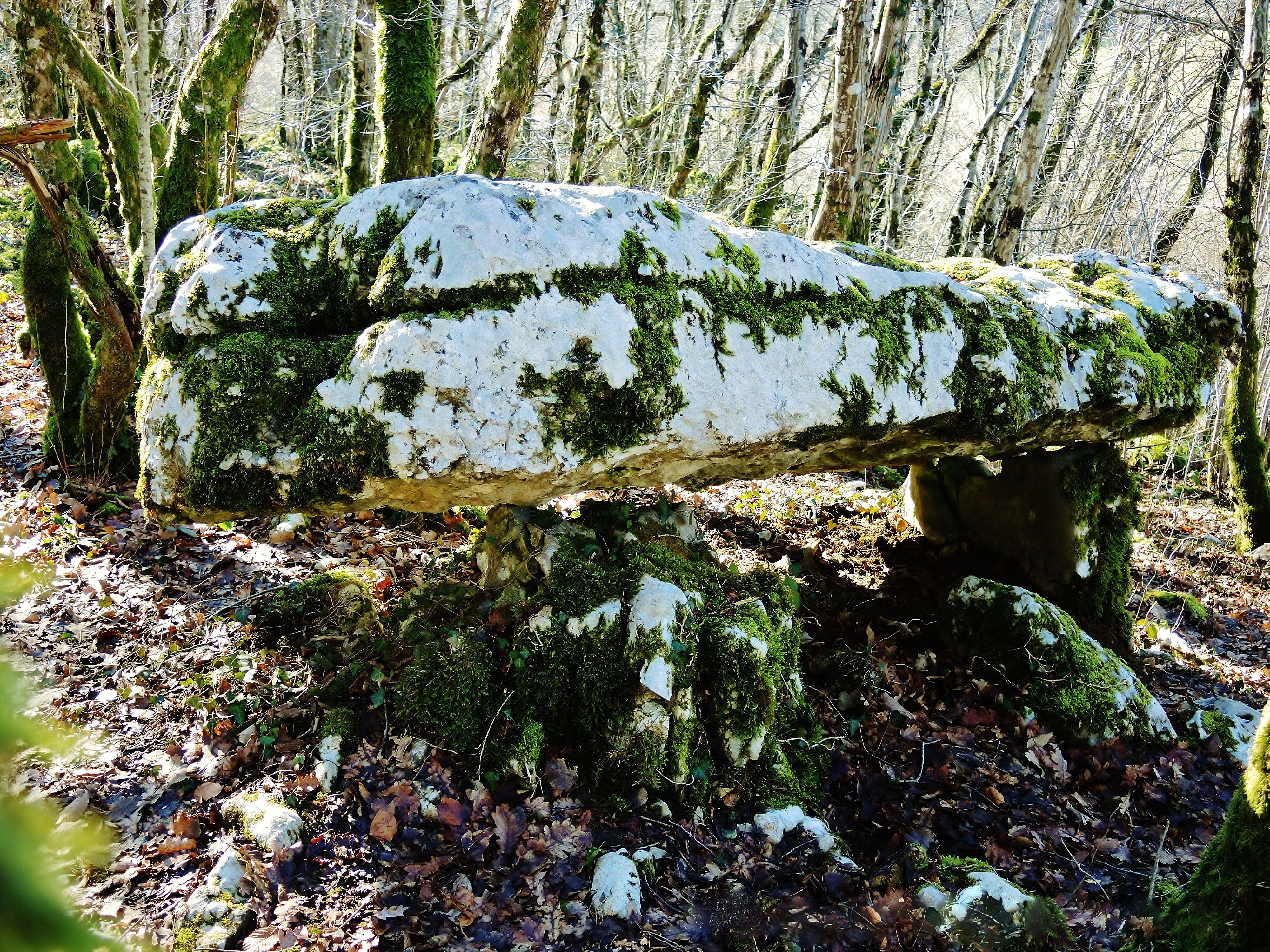
Dolmen dit Pierre de saint-Maximin.